# Shaun White Snowboarding: World Stage
Shaun White Snowboarding: World Stage est un jeu vidéo de snowboard développé par Ubisoft Montréal et édité par Ubisoft exclusivement pour la Wii. C'est la suite du jeu vidéo multiplateforme Shaun White Snowboarding sorti en 2008.

## Accueil
Le jeu a reçu des critiques "mitigées" selon l'agrégateur de notes de jeux vidéo Metacritic. 